# CVC Brasil
CVC Brasil (Brasil Operadora e Agência de Viagens S.A.) ist ein brasilianisches Unternehmen, das seinen Sitz in Santo André hat. Es ist in der Touristikbranche tätig und nach eigenen Angaben der größte Reiseveranstalter Brasiliens.
Es ist an der brasilianischen Börse BOVESPA notiert.

## Geschichte
1972 wird das CVC Reisebüro von Guilherme Paulus und Carlos Vicente Cerchiari (das Akronym CVC stammt aus den Initialen des Namens) gegründet. 1976 wird die Gesellschaft aufgespalten nur noch von Guilherme Paulus und seiner Frau Luiza Paulus verwaltet. 1978 beginnt die Organisation von Reisegruppen. 1981 wurden die ersten Reisen mit Flugzeugen verkauft. 1983 wurden die ersten Reisebüros außerhalb der Region ABC Paulista. 1989 kauft CVC 100.000 Flugtickets der ehemaligen brasilianischen Fluggesellschaft Viação Aérea São Paulo (VASP). Dieses Volumen machte 50 % der gesamten monatlichen Bewegung der Fluggesellschaft aus. 1992 beginnt CVC mit dem Chartern von Flugzeugen für die ausschließliche Nutzung seiner Passagiere. 1997 beginnt der Verkauf von Reisen nach Europa und Asien. 1998 eröffnete das Unternehmen sein erstes Reisebüro in einem Einkaufszentrum. Bis Ende des Jahres hatte CVC 300.000 Kunden. 2002 zählte CVC 5 Millionen Kunden und 48 Reisebüros in Brasilien. Im Jahre 2005 stieg CVC ins Kreuzfahrtgeschäft ein. Es charterte fünf Kreuzfahrtschiffe für die Schiffssaison in Brasilien. Im gleichen Jahr gingen CVC und South African Airways eine Partnerschaft ein, indem Reisen nach Südafrika angeboten wurden.
Im Jahre 2010 übernimmt der Private-Equity-Fonds Carlyle Group 63,6 % der Anteile an CVC. Guilherme Paulus, Gründer des Betreibers, ist weiterhin Partner und Vorstandsvorsitzender von CVC und beteiligt sich am verbleibenden Kapital des Unternehmens.
Im Dezember 2013 wird CVC als erster Reiseveranstalter in Brasilien an der Börse notiert.
2014 werden die Tätigkeiten erheblich ausgeweitet durch den Ausbau des Franchise-Netzwerks in ganz Brasilien. CVC gilt laut ABF – Brazilian Franchising Association – als größtes Netzwerk von Reisebüros und die 15. größte Einzelhandelskette Brasiliens. Im gleichen Jahr kauft das Unternehmen 51 % der Duotur-Gruppe (Rextur/Advance/Easy Booking) und beginnt damit den Einstieg in das Segment Geschäftsreisen.